# Ли Ду Сон
Ли Ду Сон (кор. 이두성; род. 22 июля 1991) — южнокорейский кёрлингист и тренер по кёрлингу.
Как тренер мужской сборной Южной Кореи участник чемпионата мира 2011.

## Результаты как тренера национальных сборных
| Год  | Турнир                                       | Команда                    | Место |
| ---- | -------------------------------------------- | -------------------------- | ----- |
| 2014 | Чемпионат мира по кёрлингу среди мужчин 2014 | Республика Корея (мужчины) | 11    |